# Felicia de Roucy

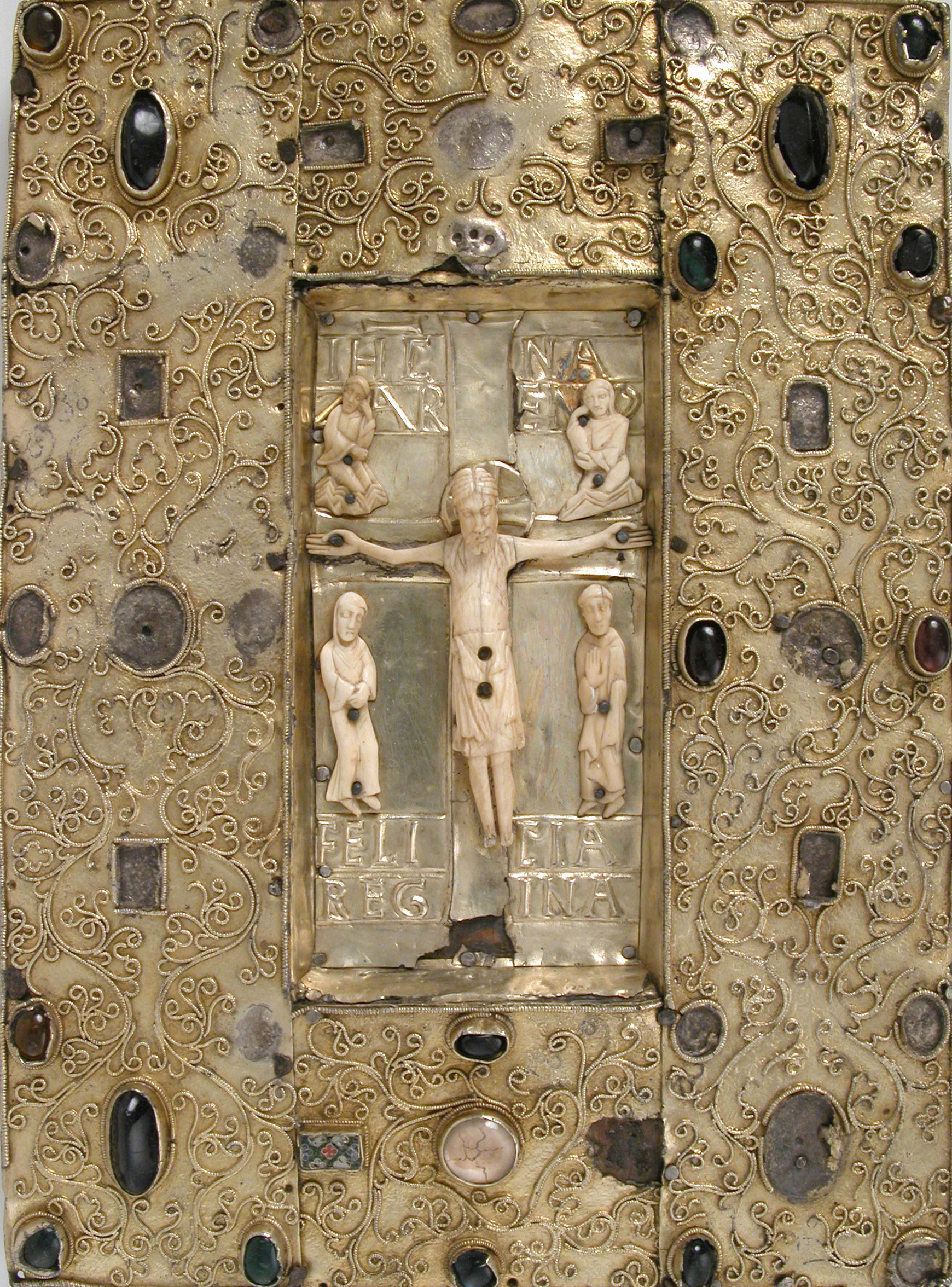
Evangeliario de Felicia de Roucy (1070-1085)

Felicia de Roucy (nacida quizá en Roucy hacia 1063-Barcelona, 3 de mayo de 1123) fue la esposa del rey Sancho Ramírez de Aragón y era hermana de Eblo II de Roucy que intervino en la cruzada de Barbastro.

## Biografía
Era hija de Hilduino IV de Montdidier, señor de Ramerupt y de la condesa Adela de Roucy, Su hermano Eblo II —fallecido hacia 1103—, un noble del norte de Francia bien relacionado con el Papado, impulsó la reforma gregoriana en la región de Champaña. En 1073 había planeado una campaña contra al-Ándalus y estaba relacionado familiarmente con Bohemundo de Tarento, uno de los promotores de la Primera Cruzada.
Sancho Ramírez, futuro rey de Aragón y Pamplona, en su viaje a Roma con motivo de la enfeudación del reino de Aragón a la Santa Sede en 1068, debió conocer al magnate champañés y a raíz de ese contacto pudo acordarse el matrimonio de su hermana Felicia con el monarca aragonés. Sancho Ramírez ya había repudiado a su primera esposa, Isabel de Urgel, probablemente poco después del nacimiento del único hijo nacido de ese primer matrimonio, Pedro I de Aragón.
Felicia recibió como dote para su matrimonio, que se celebró hacia 1070, las tierras de Ribagorza así como varias villas, entre ellas Biel, Bailo, Astorito, Ardanés y Sos.
De su matrimonio nacieron por lo menos tres hijos:
- Fernando (1071-1086), falleció joven antes que su padre[6]
- Alfonso I[6]
- Ramiro II[6]

Los infantes Alfonso y Ramiro reinaron en Aragón tras su hermanastro, Pedro I, hijo del primer matrimonio de Sancho Ramírez con Isabel de Urgel, el cual murió en 1104 sin descendencia.